# Abdelrahman Isaac Karongo
Abdelrahman Isaac Karongo (ur. 28 listopada 1978) – sudański piłkarz grający na pozycji napastnika. Od 2012 roku jest zawodnikiem klubu Al-Merreikh.

## Kariera klubowa
Do 2010 roku Karongo grał w klubie Al-Ahli Wad Madani. W 2011 roku był zawodnikiem Khartoum Club, a w 2012 roku został piłkarzem Al-Merreikh z Omdurmanu.

## Kariera reprezentacyjna
W reprezentacji Sudanu Karongo zadebiutował w 2010 roku. W 2012 roku został powołany do kadry na Puchar Narodów Afryki 2012.